# رادبرگ
شهر رادبرگ (به آلمانی: Radeberg) در ایالت زاکسن در کشور آلمان واقع شده‌است.